# Pimelodus maculatus
Pimelodus maculatus är en fiskart som beskrevs av Lacepède, 1803. Pimelodus maculatus ingår i släktet Pimelodus och familjen Pimelodidae. Inga underarter finns listade i Catalogue of Life.